# Penamacor
Penamacor est un village portugais du district de Castelo Branco, avec environ 1 500 habitants. Le village est situé à une altitude moyenne de 700 mètres.
C'est le siège de la municipalité de Penamacor qui regroupe 12 paroisses avec une superficie totale de 563,71 km² et 4 764 habitants (2021). 
La municipalité, située dans le district de Castelo Branco, dans la région Centre et la sous-région de Beira intérieure Sud.
La commune est limitée au nord par la commune de Sabugal, à l'est par l'Espagne, au sud par Idanha-a-Nova et à l'ouest par Fundão.
Le maire actuel est António Luís Beites Soares (PS).
La fête de la commune est célébrée le lundi de Pâques.

## Histoire
Ce n'est que sous le règne de Sanche Ier du Portugal (1185-1211) que l'histoire de Penamacor fut définie avec clarté.  Cette ville était la patrie de Vamba, roi des Goths, qui régna sur la péninsule de 672 à 682. D. Sancho Ier conquit Penamacor des musulmans, lui accorda une charte en 1199, en faisant une ville, et fit don de ses domaines au chevaliers de l'Ordre du Temple dans la figure de son maître D. Gualdim Pais, qui l'a fortifié.  Le souverain confirma sa charte en 1209.
" Au nom de Dieu.  C'est la lettre [foral] que moi, Sancho, j'ai ordonné d'écrire, par la grâce de Dieu, roi du Portugal, [...] pour vous, habitants de Penamacor, présents et futurs.  Premièrement, nous vous accordons par charte que deux parties des chevaliers participent une fois par an au fossé royal et que la troisième partie reste dans la ville avec tous les péons.  Et le chevalier qui n'est pas dans la fosse avec le roi paie 10 sous à la fosse.  Et quiconque commet un meurtre doit payer 30 morabitines au plaignant pour le meurtre.  Et le plaignant a remis la septième partie de cette somme au palais.  Et si quelqu’un est tué en état de légitime défense, ne payez rien pour cette personne.  Et si quelqu'un entre par effraction dans une maison, en franchissant le seuil avec des armes, […] avec des boucliers, avec des lances, ou avec des épées, ou avec des couperets, ou avec des poireaux, ou avec des pierres, payez 500 sous au plaignant, et le septième au rythme.  […] Le faux témoin et le menteur récidiviste doivent payer 60 sous et le septième au palais et être expulsés de la commune.  […].  Celui qui possède une ferme et un attelage de bœufs et dix moutons et un âne et deux lits achètent un cheval.  La femme qui abandonne son mari […] paie à son mari 300 sous et le septième au palais.  Celui qui surprend sa femme en flagrant délit d'adultère doit la quitter, garder tous ses biens et payer 1 argent au juge.  […] Celui qui bat la femme d’une autre femme lui paie 60 sous, si elle est mariée.  Et si elle n'est pas mariée, payez 30 sous et le septième au palais et soyez l'ennemi de ses parents.  […] Les tentes, moulins et fours de Penamacor doivent être libres de toutes restrictions.  […] Les habitants de Penamacor ne doivent pas être intendants ou serviteurs contre leur gré […].  Les hommes de Penamacor ne donnent pas d'auberges contre leur gré.  […] Les hommes de Penamacor ne paient pas de péages dans tout notre royaume.  (Foral de Penamacor, 1209) » Selon une légende locale, le nom du village proviendrait d'un hors-la-loi qui vivait ici, nommé "Macôr".  Ce voleur vivait dans une grotte appelée Penha.  Au fil du temps, le nom s'est altéré et a commencé à s'appeler Pena, laissant ainsi la terre connue sous le nom de Penha de Macôr ou Pena Macôr. Selon une autre version, une lutte acharnée entre ses habitants et les voleurs a conduit à tant d'effusion de sang et à une si mauvaise couleur que la ville est devenue connue sous le nom de Bad Color Penha.  Un autre encore affirme que dans cette zone il y avait deux villages, tous deux situés sur des collines, Pena de Garcia et Pena Maior.  Avec la falsification de la prononciation castillane, Magor est devenu Macor, donnant naissance à Pena Macor. Le développement de la ville, à la fin du XIIe siècle, est dû à la nécessité de protéger la frontière portugaise, c'est pourquoi un château fut construit (Castelo de Penamacor), dont il reste encore aujourd'hui des traces, considéré comme un monument national.

## Evolution de la population
| Année | Population | Variation |
| ----- | ---------- | --------- |
| 1894  | 9027       | -         |
| 1878  | 10214      | +13.1%    |
| 1890  | 12351      | +20.9%    |
| 1900  | 13179      | +6.7%     |
| 1911  | 14999      | +13.8%    |
| 1920  | 14714      | -1.9%     |
| 1930  | 15724      | +6.9%     |
| 1940  | 17421      | +10.8%    |
| 1950  | 18860      | +8.3%     |
| 1960  | 16659      | -11.7%    |
| 1970  | 12615      | -24.3%    |
| 1981  | 9524       | -24.5%    |
| 1991  | 8115       | -14.8%    |
| 2001  | 6658       | -18.0%    |
| 2011  | 5682       | -14.7%    |
| 2021  | 4768       | -16.1%    |

## Freguesias
- Águas
- Aldeia de João Pires
- Aldeia do Bispo
- Aranhas
- Bemposta
- Benquerença
- Meimão
- Meimoa
- Pedrógão de São Pedro
- Penamacor
- Salvador
- Vale da Senhora da Póvoa

## Éducation
Dans la commune se trouve le Groupe Scolaire Ribeiro Sanches, qui comprend les établissements suivants : 
- École de base du 1er cycle avec jardin d'enfants à Penamacor

- École primaire et secondaire Ribeiro Sanches

Autres:     
- Académie de Musique et de Danse Fundão

## Monuments
- Château de Penamacor (pt)

- Pilori de Penamacor

- Musée municipal de Penamacor[1]
- Chapelles de S. Domingos et N.ª Sr.ª da Conceição
- Ermitage de Santo Cristo
- Solariums do Conde et Osórios
- Monument aux combattants de la Grande Guerre
- Sources (à savoir celles de Frade)
- Lagar de Seninho
- Institut Pina Ferraz
- Buste-monument à Ribeiro Sanches
- Village préhistorique de Ramalhão

## Traditions
- Penamacor est considérée comme le site portugais où a lieu la plus grande fête forestière de Noël. (Madeiro)

## Villes jumelées
- Clamart (France) depuis 2006

## Personnalités
- António Nunes Ribeiro Sanches (1699-1783), médecin.
- Francisco Cunha Leal (1888-1970), homme politique.
- António José Seguro (1962- ), homme politique.